# NEO (デーモン閣下の曲)
『NEO』（ネオ）はデーモン閣下の楽曲であり、アリオラジャパン移籍後初のシングル盤。

## 解説
世を忍ぶ仮の中学生時代からアリスファンであるデーモン閣下たっての希望でアリスによるプロデュースが実現し、作詞が谷村新司、作曲が堀内孝雄、編曲は矢沢透により手掛けられた。また、CDの2曲目収録のエスピオナージはアリスの楽曲のカバーである。
通常盤と初回生産限定盤の2種類があり後者にはCDの他に、NEOのMUSIC VIDEOや本作品制作の様子等が収められたDVDが付属。

## 収録曲

### CD
1. NEO
  - TBS系「ひるおび!」魔暦21年(2019年)12月期エンディングテーマ
2. エスピオナージ
3. NEO (オリジナルカラオケ)
4. エスピオナージ (オリジナルカラオケ)

### DVD (初回生産限定盤にのみ付属)
1. 「NEO」PRODUCED BY ALICE -プロジェクト開始の経緯-
2. 魔暦21(2019)年8月21日 都内某スタジオ
3. 「NEO」に込められた想い
4. 「NEO」MUSIC VIDEO
5. ALICEからデーモン閣下へ